# زرقات
 زرقات (بالإنجليزية: ZARKT) هي جماعة قروية تابعة لإقليم الحسيمة ضمن جهة تازة الحسيمة تاونات بالمغرب. بلغ مجموع عدد سكان  زرقات حسب إحصاءات 2004 حوالي 6750 نسمة يعيشون في 1048 أسرة.

## إحصاء عام
| السنة | عدد السكان | عدد الأسر | عدد الأجانب |
| ----- | ---------- | --------- | ----------- |
| 1994  | 7122       | 1065      | °°°°        |
| 2004  | 6750       | 1048      | 0           |